# Сонемин (Илиноис)
Сонемин (енгл. Saunemin) град је у америчкој савезној држави Илиноис.

## Демографија
По попису из 2010. године број становника је 420, што је 36 (-7,9%) становника мање него 2000. године.
| Група             | 2000.       | 2010.       |
| Белци             | 445 (97,6%) | 401 (95,5%) |
| Афроамериканци    | 1 (0,2%)    | 1 (0,2%)    |
| Азијати           | 0 (0,0%)    | 1 (0,2%)    |
| Хиспаноамериканци | 8 (1,8%)    | 12 (2,9%)   |
| Укупно            | 456         | 420         |